# Reichstag (Schweden)
Der Schwedische Reichstag (schwedisch riksdagen [ˈrɪ̌ksdan]  oder Sveriges riksdag [ˈsvæ̌rjɛs ˈrɪ̌ksdɑː(ɡ)] ) ist das schwedische Parlament. Bereits seit dem 15. Jahrhundert bestand ein Ständereichstag. Von 1867 bis 1970 bestand der Schwedische Reichstag aus zwei Kammern, seither hat er eine Kammer.
Der Schwedische Reichstag hat 349 Mitglieder. Seine aktuelle Zusammensetzung leitet sich von der Wahl 2022 ab, Reichstagspräsident ist seit 2018 Andreas Norlén.

## Geschichte

### Ständereichstag
Seit dem 15. Jahrhundert war der Reichstag die Versammlung der Vertreter der vier Stände Adel, Priester, Bürger und Bauern im Königreich Schweden. Er war nach dem König die höchste verfassungsmäßige Institution des Reichs, trat allerdings meist nur alle drei Jahre zusammen. Sein 1809 beschlossenes Thronfolgegesetz ist heute der älteste Teil der schwedischen Verfassung.

### Zensuswahlrecht
1865 wurde ein Zweikammersystem beschlossen. Die neuen Kammern wurden erstmals 1867 gewählt.
Die Wahl zur Ersten Kammer erfolgte indirekt über die Landesversammlung (Landsting) und die größten kommunalen Ratsversammlungen. So sollte „Bildung und Besitz“ (bildningen och förmögenheten) repräsentiert werden. Wählbar waren nur Männer über 35 mit einem Immobilienvermögen im Wert von mindestens 80.000 Reichstalern oder einem jährlichen steuerpflichtigen Einkommen von mindestens 4000 Reichstalern. Nur etwa sechstausend Personen in ganz Schweden erfüllten diese Bedingungen. Dieses Zensuswahlrecht galt bis 1909, wobei auch Frauen, Unternehmen und juristische Personen das Wahlrecht besaßen. Die Erste Kammer hatte Mandatsperioden von acht Jahren, jährlich wurde ein Achtel der Mitglieder neu gewählt.
Auch für die Wahl zur Zweiten Kammer galt ab 1867 ein Zensuswahlrecht: Stimmberechtigt waren schwedische Männer über 21 Jahren mit Grundstücken im Steuerwert von über 1000 Reichstalern oder einem steuerpflichtigen Jahreseinkommen von über 800 Talern. 236.120 erwachsene Männer, etwa 5,6 Prozent der Bevölkerung, hatten das Stimmrecht für die Zweite Kammer. 79 Prozent der erwachsenen Männer waren nicht stimmberechtigt. 

### Allgemeines Wahlrecht
Die Sozialdemokratische Arbeiterpartei Schwedens war 1889 die erste Parteigründung des Landes. Die liberalen Abgeordneten der Zweiten Kammer gründeten erst 1900 die Liberale Sammlungspartei. Zu den Kernzielen beider Parteien gehörte die Einführung des Allgemeinen Wahlrechts. Der erste und zunächst einzige Sozialdemokrat in der Zweiten Kammer, Hjalmar Branting, wurde 1896 nur gewählt, weil die Liberalen seine Kandidatur unterstützten.
Die Stimmrechtsfrage blieb über Jahrzehnte aktuell. Der 1907 inthronisierte König Gustav V. unterstützte den Übergang zur parlamentarischen Demokratie. 1909 wurde das allgemeine und gleiche Wahlrecht für die Zweite Kammer für Männer eingeführt, die den Wehrdienst abgeleistet hatten. Die Ableistung des Wehrdienstes als Voraussetzung entfiel 1922. Bei der Wahl 1921 waren erstmals auch Frauen stimmberechtigt. Ein weiterer Reformschritt erfolgte 1923: Das Zensuswahlrecht wurde auch für die Erste Kammer abgeschafft, jetzt wurden die Mitglieder indirekt durch die Gemeinden und Provinzen gewählt. Damit vergrößerte sich der Einfluss der Parteien. 1937 erhielten Strafgefangene und 1945 auch Sozialhilfeempfänger sowie Personen in Privatinsolvenz das Wahlrecht.

### Abschaffung des Zweikammersystems
Die indirekte Wahl der Ersten Kammer bewirkte eine zeitliche Verzögerung in der Umsetzung des Volkswillens, zumal die Abgeordneten auf acht Jahre gewählt wurden.
Die Sozialdemokraten konnten im 20. Jahrhundert eine vorteilhafte Position in der Ersten Kammer erreichen. Nachdem sie trotzdem der Abschaffung der Ersten Kammer zugestimmt hatten, wurde ab der Wahl 1970 ein Einkammersystem mit Vier-Prozent-Hürde eingeführt. Von 1970 bis 1976 hatte der schwedische Reichstag 350 Abgeordnete. Bei der Reichstagswahl im Jahre 1973 erhielten beide Blöcke jeweils 175 Mandate, so dass Beschlüsse durch Losentscheid gefasst werden mussten („Lotteriereichstag“). Ab den Wahlen im Jahre 1976 wurde die Anzahl der Abgeordneten auf 349 verringert, um eine Wiederholung dieser Situation auszuschließen.

## Wahl des Reichstages
Der Reichstag wird seit 2014 jedes vierte Jahr am zweiten Sonntag im September gewählt. Bis einschließlich der Wahl 2010 war der Wahltag am dritten Sonntag. Zeitgleich mit der Reichstagswahl werden auch die Wahlen zu den Provinziallandtagen und den Gemeindevertretungen durchgeführt.
Wahlberechtigt und wählbar sind schwedische Staatsbürger, die am Wahltag das 18. Lebensjahr vollendet haben. Die Wahl erfolgt nach dem Verhältniswahlrecht, wobei eine Sperrklausel gilt: Damit eine Partei Mandate erhält, muss sie landesweit vier Prozent der Stimmen erhalten oder in einem der 29 Wahlkreise mindestens zwölf Prozent der Stimmen auf sich vereinigen.
Seit der Wahl 1998 können die Wähler einem Kandidaten eine Vorzugsstimme geben. Erreicht ein Kandidat mindestens fünf Prozent der Gesamtstimmen seiner Partei im Wahlkreis (vor der Wahl 2014 acht Prozent), wird er an die Spitze der Wahlliste seiner Partei gesetzt und erhöht damit seine Chance auf ein Abgeordnetenmandat. Erreichen mehrere Kandidaten dies, so werden sie absteigend nach der Zahl der Vorzugsstimmen sortiert und an die Spitze der Liste gesetzt.
Die Zuweisung der Mandate erfolgt mit einem modifizierten Sainte-Laguë-Verfahren.

### Außerordentliche Neuwahl des Reichstages
Die Regierung hat das Recht, während der Legislaturperiode Neuwahlen auszuschreiben. Ein solcher Beschluss darf allerdings frühestens drei Monate nach dem ersten Zusammentreten eines neu gewählten Reichstags getroffen werden. Wird eines oder mehrere Regierungsmitglieder durch Misstrauensvotum abgewählt, kann die Regierung dennoch bestehen bleiben, wenn sie innerhalb einer Woche den Beschluss zu einer außerordentlichen Wahl trifft.
Eine außerordentliche Wahl kann ebenso eingeleitet werden, wenn ein neuer Ministerpräsident gewählt werden soll und der Vorschlag des Reichstagspräsidenten viermal abgelehnt wird. Wenn nicht ohnehin eine ordentliche Reichstagswahl innerhalb von drei Monaten ansteht, wird eine außerordentliche Wahl angesetzt.
Diese muss innerhalb von drei Monaten nach der Bekanntmachung stattfinden. Der vorzeitig neu gewählte Reichstag ersetzt spätestens 15 Tage nach dem Wahltermin den aufgelösten. Er amtiert allerdings nur bis zum Ende der bisherigen, regulären Wahlperiode, dann steht eine planmäßige Neuwahl an.
Zuletzt gab es eine solche Wahl im Jahr 1958. Eine wegen einer Regierungskrise nach der Wahl 2014 zunächst angekündigte außerordentliche Wahl für den 22. März 2015 wurde nach Erreichen einer Übereinkunft der meisten Reichstagsparteien nicht in die Wege geleitet.

## Organisation des Reichstages

### Der Reichstagspräsident und die Präsidentenkonferenz
An der Spitze des Reichstages steht der Reichstagspräsident (talman), der für eine volle Legislaturperiode gewählt wird. Er koordiniert die Arbeit des Parlamentes, leitet Sitzungen im Plenum und repräsentiert das Parlament nach außen im In- und Ausland. Bei der Regierungsbildung kann er einen Kandidaten für das Amt des Ministerpräsidenten vorschlagen; ihm obliegt es, Regierungsmitglieder formal zu ernennen und zu entlassen. Wenn der König und sein Stellvertreter verhindert sein sollten, werden sie vom Parlamentspräsidenten provisorisch vertreten, bis der Reichstag einen Reichsverweser (riksföreståndare) bestimmt hat. Der Reichstagspräsident ist zu einer neutralen Amtsführung verpflichtet, in politischen Streitfragen äußert er sich nicht zur Sache und nimmt nicht an Abstimmungen teil: Seine Abgeordnetenpflichten übernimmt ein Nachrücker aus der Wahlliste seiner Partei. Das Präsidium besteht außerdem aus drei Vizepräsidenten. Sie dürfen ihre Abgeordnetentätigkeit fortsetzen, dürfen sich jedoch nicht in Debatten zu Wort melden, sofern sie eine Sitzung leiten.
Reichstagspräsidenten waren:
- 2010: Per Westerberg (M); Vizepräsidenten Susanne Eberstein (S), Ulf Holm (MP) und Jan Ertsborn (FP).
- 2014: Urban Ahlin (S); Vizepräsidenten Tobias Billström (M), Björn Söder (SD) und Esabelle Dingizian (MP).
- 2018: Andreas Norlén (M); Vizepräsidenten Åsa Lindestam (S), Lotta Johnsson Fornarve (V) und Kerstin Lundgren (C).
- 2022: Andreas Norlén (M); Vizepräsidenten Kenneth G. Forslund (S), Julia Kronlid (SD) und Kerstin Lundgren (C).

Der Reichstagspräsident wird von der Präsidentenkonferenz unterstützt. Sie besteht aus den Ausschussvorsitzenden, dem Vorsitzenden der Reichstagsverwaltung und je einem Repräsentanten der Parlamentsfraktionen.

### Reichstagsausschüsse
Der schwedische Reichstag hat 15 Fachausschüsse zuzüglich des EU-Ausschusses (EU-nämnden). Abgesehen vom Verfassungsausschuss spiegeln die Ausschüsse die Einteilung der Geschäftsbereiche der Ministerien wider. Darüber hinaus können je nach Bedarf weitere Ausschüsse gebildet werden. Jeder Ausschuss verfügt über 17 Mitglieder und wird nach dem Stärkenverhältnis der Fraktionen besetzt. Die wichtigste Aufgabe der Ausschüsse ist die Beratung von Anträgen und Regierungsvorlagen. Im Zusammenhang damit können Anhörungen abgehalten werden, zu denen auch Regierungsmitglieder gehört werden. Meistens werden auch Ministerialbeamte hinzugezogen.
Der EU-Ausschuss wurde nach dem EU-Beitritt Schwedens 1995 geschaffen, um die Beratungen zwischen Parlament und Regierung zu Fragen der EU-Politik zu bündeln. Die Regierung ist verpflichtet, sich vor wichtigen Beschlüssen in Brüssel mit dem Ausschuss zu beraten. Dies gilt vor allem im Vorfeld von EU-Ministerkonferenzen und Treffen des Europäischen Rates.

### Plenum

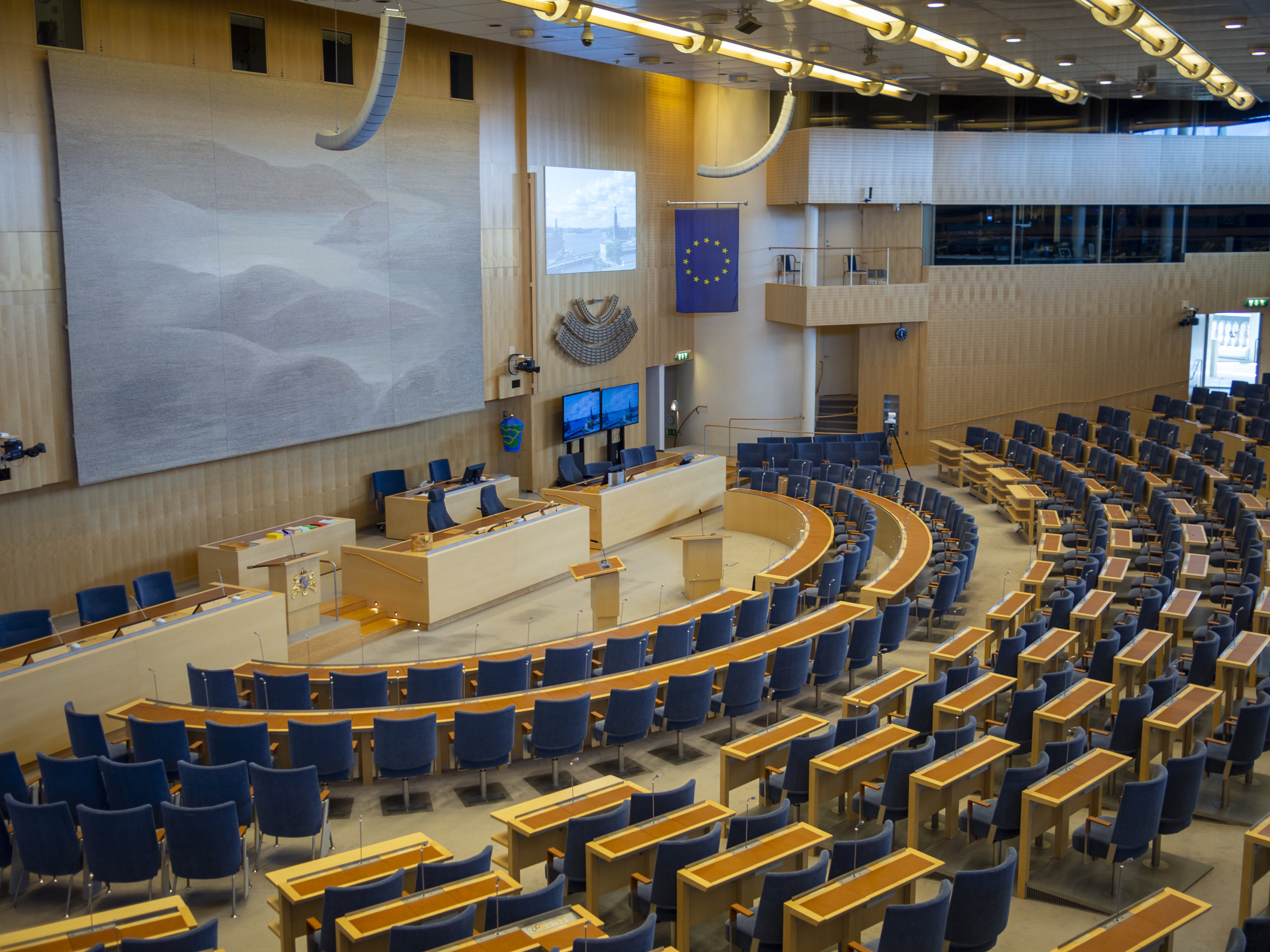
Blick in den Plenarsaal von der Besuchertribüne aus

Die Abgeordneten sitzen im Plenarsaal nicht nach Fraktionen, sondern nach Wahlkreisen geordnet.

### Reichstagsbehörden
Für gewisse Aufgaben hat der Reichstag Behörden eingerichtet. Zu den wichtigsten zählen die vier Justizombudsleute, die die Arbeit der staatlichen und kommunalen Behörden beaufsichtigen. Sie können Klagen von Bürgern nachgehen, Behörden inspizieren und als Sonderankläger auftreten, die die Verletzung von Dienstpflichten im öffentlichen Dienst untersuchen.
Die Revisoren des Reichstages überprüfen die Verwendung staatlicher Gelder im Rahmen der Staatsverwaltung.
Die Schwedische Reichsbank ist dem Reichstag untergeordnet. Ihr Kontrollrat (riksbankfullmäktige) wird vom Reichstag gewählt, der wiederum den Vorstand der Reichsbank bestimmt.

### Strafrechtliche Immunität
Die Reichstagsabgeordneten genießen gemäß Kapitel 4, § 12 Regeringsformen strafrechtliche Immunität. Diese umfasst jedoch ausschließlich Straftaten, die im Rahmen der Ausübung ihres Reichstagsmandates begangen worden sind. Durch eine Mehrheit von fünf Sechsteln der Reichstagsabgeordneten kann die Immunität aufgehoben werden.

## Riksdagshuset
Sitz des schwedischen Reichstags ist das Riksdagshuset („Reichstagshaus“). Es liegt auf der Insel Helgeandsholmen im Zentrum Stockholms im Stadtteil Gamla Stan. Erbaut wurde das Gebäude 1897–1905.

## Wappen
Seit 1992 verwendet der Reichstag drei blaue Kronen („Reichstagsblau“) als Wappen; sie stammen aus dem Kleinen Staatswappen. Schwedens Staatsheraldiker Henrik Klackenberg kritisierte die Farbwahl 2013: Sie verstoße gegen geltendes Recht, welches goldene Kronen verbindlich vorschreibe. Das Parlament sah jedoch keinen Grund, die gewohnte Anwendungsweise aufzugeben.

## Zusammensetzung des Reichstages

### Aktuelle Sitzverteilung
Die Sitzverteilung nach der letzten Wahl 2022 sieht folgendermaßen aus:
| Logo   | Logo        | Fraktion                                                                                   | Ausrichtung        | Fraktionschef     | Sitze         | Sitze   | Sitze |
| Logo   | Logo        | Fraktion                                                                                   | Ausrichtung        | Fraktionschef     | nach der Wahl | aktuell | +/−   |
| ------ | ----------- | ------------------------------------------------------------------------------------------ | ------------------ | ----------------- | ------------- | ------- | ----- |
|        |             | Sveriges socialdemokratiska arbetareparti (S) Sozialdemokratische Arbeiterpartei Schwedens | sozialdemokratisch | Annelie Karlsson  | 107           | 106     | ▼1    |
|        |             | Sverigedemokraterna (SD) Schwedendemokraten                                                | rechtspopulistisch | Henrik Vinge      | 073           | 072     | ▼1    |
|        |             | Moderata samlingspartiet (M) Moderate Sammlungspartei                                      | konservativ        | Tobias Billström  | 068           | 068     | ▬     |
|        |             | Vänsterpartiet (V) Linkspartei                                                             | sozialistisch      | Maj Karlsson      | 024           | 024     | ▬     |
|        |             | Centerpartiet (C) Zentrumspartei                                                           | liberal, agrarisch | Anders W. Jonsson | 024           | 024     | ▬     |
|        |             | Kristdemokraterna (KD) Christdemokraten                                                    | christdemokratisch | Andreas Carlson   | 019           | 019     | ▬     |
|        |             | Miljöpartiet de Gröna (MP) Umweltpartei Die Grünen                                         | grün               | Annika Hirvonen   | 018           | 018     | ▬     |
|        |             | Liberalerna (L) Die Liberalen                                                              | liberal            | Johan Pehrson     | 016           | 016     | ▬     |
|        | Unabhängige | Unabhängige                                                                                | Unabhängige        | Unabhängige       | –             | 002     | ▲2    |
| Gesamt | Gesamt      | Gesamt                                                                                     | Gesamt             | Gesamt            | 349           | 349     | ▬     |